# 오조르스크 (칼리닌그라드주)

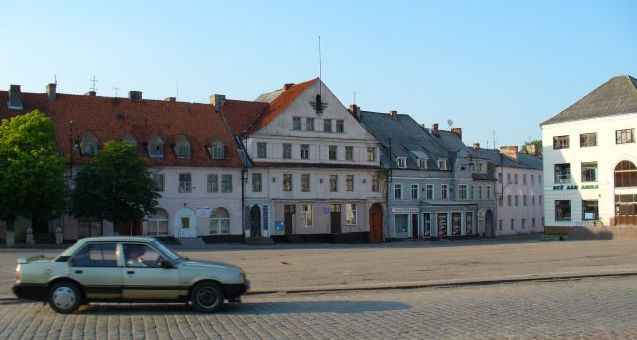

오조르스크[러시아어: Озёрск, 독일어: Darkehmen(1945년까지는), 리투아니아어: Darkiemis(1945년까지는), 폴란드어: Darkiejmy(1945년까지는)]는 칼리닌그라드주 오조르스키군에 위치한 도시이다.
안그라파강(프레골랴강의 지류)이 흘러가는 지점에 위치하고, 120km지점에 칼리닌그라드가 위치해 있다.